# Bernhard Adelmann von Adelmannsfelden
Bernhard Adelmann von Adelmannsfelden (lateinisch Bernhardus Adelman de Adelmansfelden; * 27. Mai 1459 in Schechingen oder Neubronn bei Aalen; † 16. Dezember 1523 in Eichstätt) war ein deutscher Humanist.

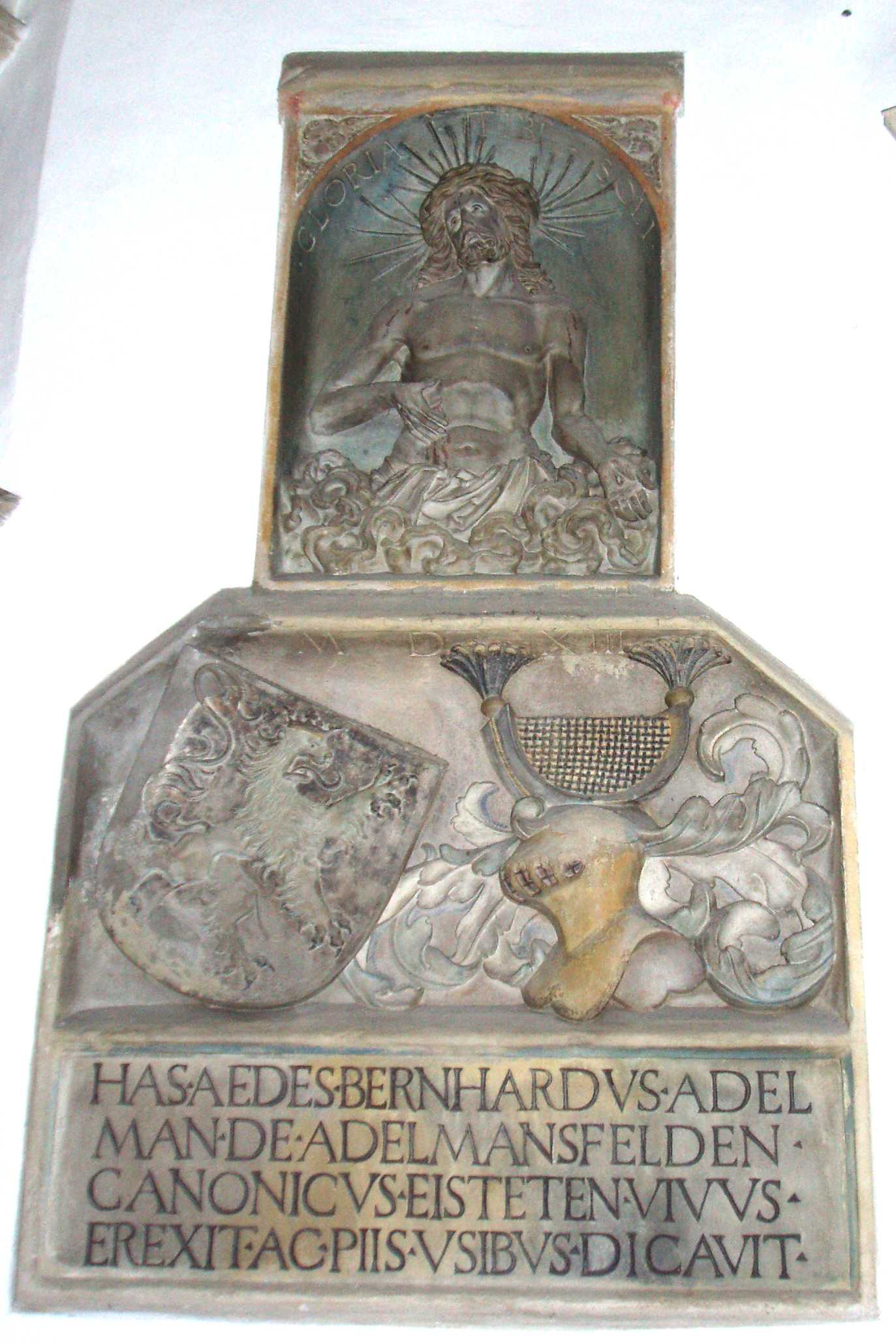
Gedenktafel für Bernhard Adelmann von Adelmannsfelden vom ehemaligen Sebastiansbruderhaus, heute im Mortuarium des Eichstätter Domes angebracht. Über dem Wappen die Jahreszahl 1513

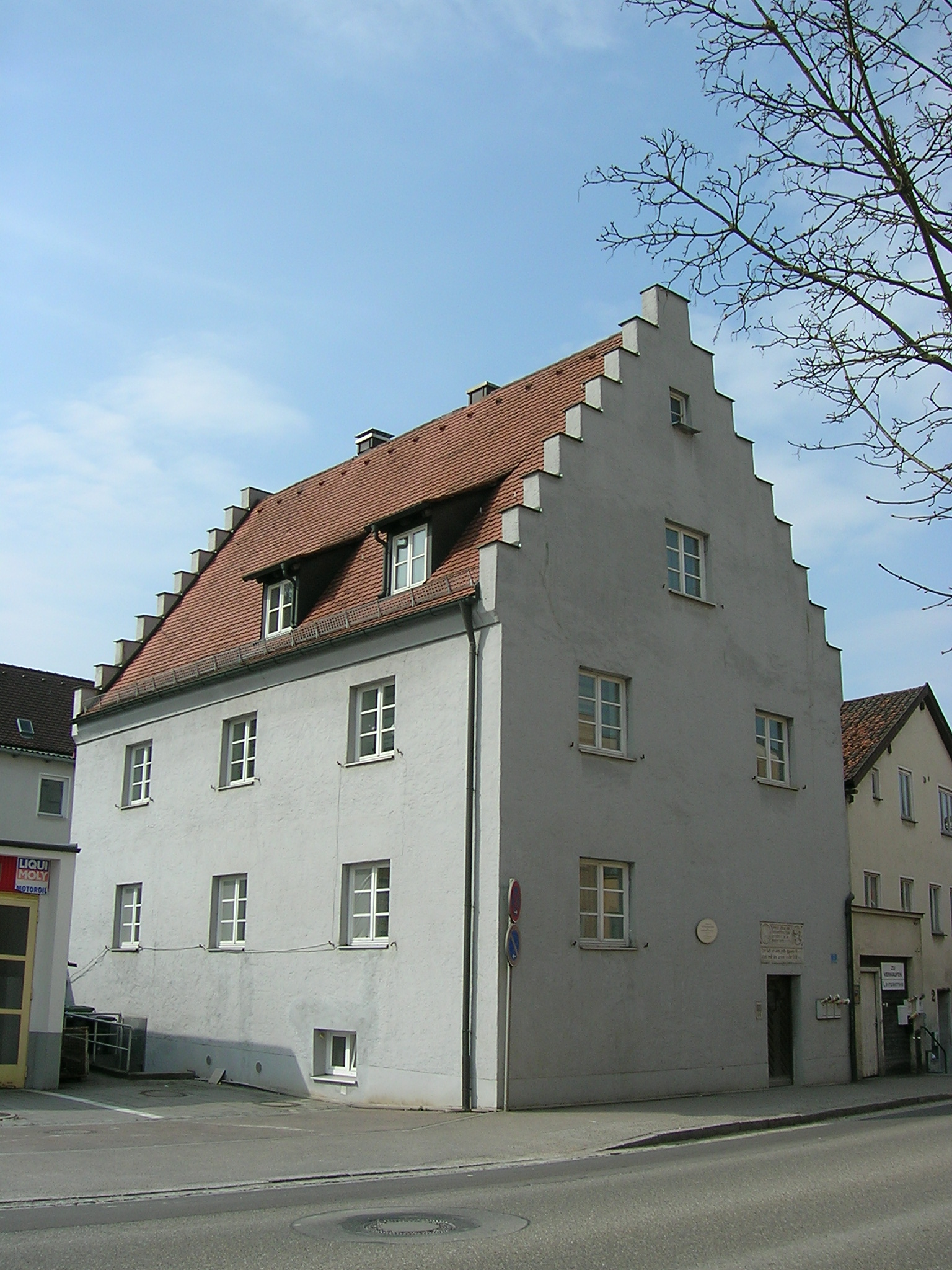
Getreidekasten des Bruderschaftshauses von 1521 in der Ingolstädter Straße 3

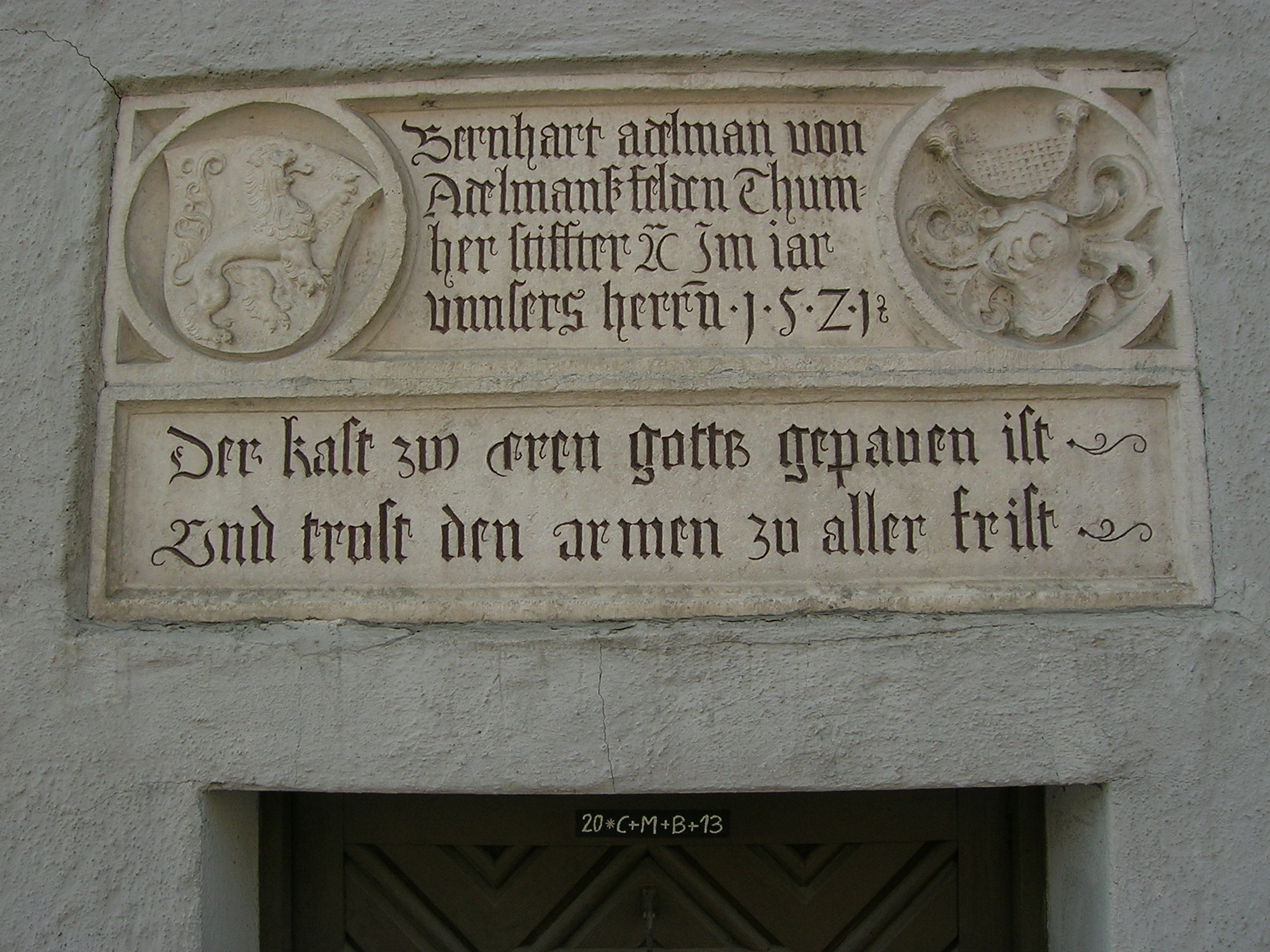
Inschrift am Getreidekasten des Bruderschaftshauses

## Herkunft
Der Vater Bernhards war Georg Adelmann von Adelmannsfelden, Herr von Schechingen und Neubronn († 20. Juli 1512), der 1450 im Dienst des Markgrafen Albrecht von Brandenburg stand. Die Mutter Brigitta († 5. Dezember 1503) war eine Tochter des fränkischen Adelsgeschlechts von Leonrod, welches lange Zeit eines der Erbämter im Hochstift Eichstätt bekleidete. Diese Verbindung eröffnete auch den Söhnen den Zugang zu Kanonikatspfründen des Eichstätter Domes. Aus der Ehe gingen 14 Söhne und 4 Töchter hervor, darunter Johann, Deutschmeister des Deutschen Ordens († 17. Februar 1515), Wilhelm, als kampf- und fehdeliebender Ritter in markgräflichen und später wohl auch in herzoglich-bayerischen Diensten stehend († 1495), Melchior und Markus, beide im Dienste des Bayernherzogs Albrecht stehend, schließlich Kaspar, Konrad und Bernhard.

## Bildungsweg
Wo er genau aufwuchs und seine erste Bildung erfuhr, ist nicht bekannt. Nach Studien in Heidelberg (1472), wo er sich bereits als „canonicus ecclesie Eystetensis“ einschrieb, Basel (1476–77), wo er Johannes Reuchlin kennenlernte, in Italien (wohl wie sein Bruder Konrad in Ferrara) (1482), wo er mit dem böhmischen Humanisten Bohuslaus Lobkowicz von Hassenstein Freundschaft schloss, und nach einem Rom-Aufenthalt trat er 1486 unter Fürstbischof Wilhelm von Reichenau sein Eichstätter Kanonikat an.

## Der Kanoniker im Reformationsstreit
Bernhard unternahm 1492 im Auftrag des Fürstbischofs mit einer Gesandtschaft eine Reise zu Heinrich VII., König von England, um ihm erbetene Reliquien der Eichstätter Diözesanheiligen zu überbringen. Glücklich zurückgekehrt, schenkte Bernhard zum Dank der Pfarrkirche Collegiata ein vom Augsburger Meister Georg Seld geschaffenes silbernes Tragaltärchen, das sich 1900 in der kgl. Schatzkammer in München befand.
Der Nachfolger seines Dienstherren Wilhelm von Reichenau († 1496) auf dem Eichstätter Bischofsstuhl war Bernhards Vetter Gabriel von Eyb. Die beiden verband eine tiefe, auch religiös geprägte Freundschaft.
Im Jahr 1498 wurde er zusätzlich Domherr und Stiftspropst von St. Gertraud in Augsburg. 1505 übertrug ihm der neue Augsburger Fürstbischof Heinrich von Lichtenau das Amt des „summus scholasticus“ und damit die Oberaufsicht über die Kleriker an der Domschule. Seit 1486/87 war er auch Stiftsherr in Ellwangen. 1512 vertrat er den Bischof von Eichstätt auf dem Reichstag zu Trier und Köln, an dem auch sein Bruder, der Deutschmeister Johann Adelmann teilnahm. Bernhard stiftete 1513 ein Spital für die an der grassierenden Syphilis erkrankten Eichstätter, das nach Abklingen der Seuche 1516 als Sebastiansbruderhaus (mit Getreidekasten von 1521) bis zur Säkularisation weitergeführt wurde.
Adelmann zählte zum Augsburger Humanistenzirkel um Konrad Peutinger, der „Societas Augustana“ bzw. „Sodalitas litterarum“. Dies war eine literarische Genossenschaft zur Förderung historischer Studien, der er sich spätestens 1507 anschloss. Bernhard war Schüler von Johannes Reuchlin und mit Willibald Pirckheimer, dem Augsburger Benediktiner Veit Bild und dem Ottobeurer Benediktiner Nikolaus Ellenbog befreundet. Mit Martin Luther stand er in einem regen Briefwechsel. Am 7. Oktober 1518 hatte Bernhard diesen auf dem Reichstag zu Augsburg persönlich kennengelernt. Seine Begeisterung für Luther führte dazu, dass er für seinen „guten Martin“ gewissermaßen Partei ergriff. Er ließ ihm die 18 Anmerkungen (Obelisken) zu Luthers Thesen des von dem ihm verhassten Ingolstädter Professors Johannes Eck über Nürnberg zukommen. Eck hatte sie für den Eichstätter Bischof abgefasst. Die Feindschaft der beiden fand ihren Höhepunkt darin, dass Eck in Rom die Verhandlungen gegen Luther und seine Anhänger vorantrieb und 1520 mit der Bannandrohungsbulle Exsurge Domine von Papst Leo X. nach Deutschland zurückkehrte. In ihr war, von Eck aus privaten Rachegelüsten, aber rechtmäßig nachgetragen, auch Bernhard Adelmann namentlich aufgeführt. Adelmann wollte, nachdem der Eichstätter Bischof bereits zehn Tage nach Zustellung der Bulle diese in seiner Diözese veröffentlichen ließ, es nicht zum Äußersten kommen lassen und holte sich innerhalb der gesetzten 60-Tagesfrist die Absolution Ecks, woraufhin er nicht dem Bann verfiel. Fortan verhielt er sich zumindest äußerlich gehorsam gegenüber der römischen Kirche; innerlich fühlte er sich mit der Sache Luthers weiter verbunden und empfahl beispielsweise im März 1521 die Sache Luthers dem Schutze Gottes. Trotz des Widerrufs nahm er 1523 den wegen häretischer Umtriebe aus Österreich vertriebenen Urbanus Rhegius in sein Haus auf. Noch im Juli, fünf Monate vor seinem Tod, bedauerte er Willibald Pirckheimer gegenüber, dass Philipp Melanchthon sein literarisches Wirken aufzugeben gedenke.
Bernhard Adelmann von Adelmannsfelden verfasste keine Schriften, doch sind von ihm zahlreiche Briefe in gutem lateinischen Stil an bedeutende Humanisten erhalten. Wahrscheinlich in Eichstätt gestorben, wurde er in der Sebastian-Kapelle seines Bruderhauses bestattet. Eine Gedenktafel für ihn, die am Bruderhaus angebracht war, befindet sich heute im Mortuarium des Eichstätter Domes.

## Bibliothek
Der Frankfurter Bibliophile Georg Kloß gab in einem Brief aus dem Jahr 1835 an, er habe die Bibliothek Adelmanns beinahe vollständig erworben, ähnlich Sotheby’s Auktionskatalog zur Kloßschen Büchersammlung. Die Sammlung Kloß wurde 1835 in London bei Sotheby’s versteigert.
Erst 2005 wurde durch das Erscheinen des Katalogs der Inkunabeln der Bodleiana bekannt, dass das Schwäbisch Gmünder Franziskanerkloster zu einem unbekannten Zeitpunkt die Bibliothek Adelmanns käuflich erworben hatte. Alle Bände aus dem Franziskanerkloster in der Bodleiana stammen aus dem Vorbesitz von Kloß. Offenbar gelangte also die Adelmannsche Bibliothek über das Schwäbisch Gmünder Franziskanerkloster oder weitere Stationen an Kloß. Zwei Einträge sagen ausdrücklich: Pertinet ad PP Franciscanos Gamundiae ex Bibliotheca Adelmannica empta. In einem Teil dieser Stücke finden sich eigenhändige Besitzeinträge Adelmanns.